# L'Affaire Lerouge
Pour les articles homonymes, voir Lerouge.
L'Affaire Lerouge est un roman policier français d'Émile Gaboriau publié en 1866. C'est l'un des romans les plus connus de l'auteur.
Le roman évoque le meurtre d'une femme, la veuve Lerouge. Tandis que le commissaire de police se lance sur la piste d'un « homme aux boucles d'oreilles » aperçu peu de temps auparavant près du domicile de la victime, le juge d'instruction, aidé de l'ancien enquêteur de police Tabaret, suit une piste bien plus prometteuse. En effet, trente ans auparavant, Claudine Lerouge avait été la domestique d'un aristocrate qui, éperdument amoureux de sa maîtresse Valérie Gerdy, avait organisé l'échange des enfants entre celui de Valérie Gerdy et celui de son épouse légitime : l’enfant de la maîtresse avait pris place dans sa famille tandis que l'enfant de l'épouse avait été remis à Valérie Gerdy. La piste suivie par le juge est simple : c'est sans doute l’un des deux enfants qui, devenu adulte, a tué la veuve Lerouge pour éviter qu'elle ne fasse des révélations gênantes…

## Publications
Le roman est d’abord publié en feuilleton en 1865 dans le journal le Pays où il passe inaperçu.
Il est repris avec d'importantes modifications en 1866 dans le quotidien le Soleil de Millaud et obtient un immense succès.

## Principaux personnages
- La victime
  - Claudine Lerouge : veuve et retraitée ; elle a été poignardée à son domicile.

- Les enquêteurs
  - M. Tabaret (dit « Père Tabaret ») : ancien policier et actuellement enquêteur amateur ; ami et maître de l'inspecteur Lecoq.
  - Paul-Marie Daburon : 38 ans[4] ; juge d'instruction au tribunal de Paris.
  - M. Gévrol : commissaire de police, chef de la Sûreté et supérieur de Lecoq.
  - Lecoq : inspecteur de police à la Sûreté (rôle secondaire[5]).

- Autres personnages
  - Noël Gerdy : 33 ans[6] ; avocat à Paris.
  - Juliette Chaffour : 23 ans[7] ; maîtresse de Noël Gerdy.
  - Valérie Gerdy : mère de Noël Gerdy et jadis maîtresse du comte de Commarin.
  - Comte Guy de Commarin : environ 60 ans ; aristocrate de l’ancienne noblesse.
  - Vicomte Albert de Commarin : 33 ans ; fils du précédent ; actuellement fiancé de Claire d'Arlange.
  - Claire d'Arlange : ancienne amie du juge Daburon ; actuellement fiancée d'Albert de Commarin.
  - Hervé : médecin ; ami intime de Noël Gerdy.

## Résumé

### Mise en place de l'intrigue
Cette section résume les cinq premiers chapitres du roman.
Le jeudi 6 mars 1862, à Bougival, la veuve Claudine Lerouge est retrouvée poignardée chez elle, dans une maison isolée où elle vivait seule. Les habitants du quartier sont incapables de fournir des informations précises sur les fréquentations de la victime et sur son passé. Les forces de l'ordre, représentées par l'inspecteur Lecoq, le juge d'instruction Daburon et le commissaire Gévrol, s'engagent sur une première piste encore vague : un homme rougeaud avec des boucles d'oreilles avait voulu rencontrer la veuve Lerouge et avait quitté précipitamment la commune en empruntant un bateau près de la Seine (chapitre 1).
Alerté par le commissaire Gévrol, le père Tabaret (dit « Tirauclair ») arrive à son tour sur les lieux du crime pour les inspecter. L'homme, ancien policier ayant pris sa retraite, aide occasionnellement la police sur son temps libre. Ses méthodes d'observation et de déduction minutieuses lui permettent de donner de nombreuses précisions sur la manière dont s'est déroulé le meurtre. Ce dernier aurait été commis par un homme encore jeune. Le crime ne serait pas motivé par le vol mais par la recherche de documents qui ont disparu. Il signale aux policiers qu'il faudra chercher des éléments matériels de preuve : des chaussures élégantes mais boueuses, un chapeau, un parapluie, un cigare trabucos et un porte-cigare. Le commissaire Gévrol indique pour sa part qu'il va tenter de retrouver « l'homme rougeaud avec des boucles d'oreilles » (chapitre 2).
Après être rentré chez lui et y avoir dîné, Tabaret se rend chez Noël Gerdy, un avocat voisin qu'il considère comme son propre fils. De manière inattendue, Noël et sa mère Valérie Gerdy semblent être très perturbés par la mort de Claudine Lerouge qu'ils ont apprise par le journal du soir. Mme Gerdy a dû être alitée. Demandant des explications, Noël annonce à Tabaret qu'il va lui révéler un secret (chapitre 3).
Noël Gerdy explique à Tabaret son lien avec Claudine Lerouge. La mère de Noël, Madame Gerdy, environ 35 ans auparavant, avait été la maîtresse du comte de Commarin, un homme de l'ancienne noblesse. Le comte l'avait follement aimée. Elle était tombée enceinte et avait accouché d'un fils en 1829. Or l'épouse légitime du comte était aussi tombée enceinte à la même période et avait accouché peu de temps après. Le comte de Commarin avait alors ordonné à Claudine Lerouge, la nourrice, de procéder à un échange des deux nourrissons dont il était le père : l’enfant biologique de Mme Gerdy deviendrait son fils légitime (à qui il lèguerait sa fortune et son titre de noblesse), et l’enfant de son épouse deviendrait le fils légitime de Mme Gerdy. Valérie Gerdy n'avait pas pu s'opposer à la volonté du comte et l'échange était intervenu. Ainsi Noël est le fils biologique du comte et de son épouse (et ne devrait pas porter le nom « Gerdy ») tandis que l'actuel vicomte de Commarin (Albert de Commarin) est un enfant illégitime qui ne devrait pas avoir le droit de porter son titre de noblesse. Noël avait découvert ce secret de famille environ trois semaines auparavant en découvrant dans un tiroir secret d'un bureau l'ensemble de la correspondance échangée jadis entre le comte de Commarin et Valérie Gerdy. Noël fait lire à Tabaret cette correspondance. Noël ajoute qu'il a eu récemment une entrevue avec Albert de Commarin pour lui présenter ces lettres : le vicomte a appris sa véritable origine avec stupéfaction (chapitre 4).
Après le départ du père Tabaret, Noël part rejoindre sa maîtresse, Juliette Chaffour, 23 ans, une femme très coquette et très dépensière qui a quasiment ruiné Noël par ses nombreux excès en ameublement comme en robes de haute couture. Puis lorsque Noël rentre chez lui, il découvre que Mme Gerdy est mourante (chapitre 5).

### Tempêtes dans la famille Commarin
Cette section résume les chapitres 6 à 16 du roman.
Pour Tabaret, il ne fait aucun doute que c'est Albert de Commarin qui a tué Claudine Lerouge pour empêcher celle-ci de confirmer l'échange entre les deux bébés, et conserver ainsi son héritage et son titre de vicomte. Tabaret part retrouver le juge d'instruction Daburon en pleine nuit pour lui communiquer le nom du coupable et le motif du meurtre. En entendant parler du comte, le juge est très perturbé. Une longue analepse permet au lecteur d'apprendre que Daburon, pendant plusieurs années, avait été amoureux de la jeune Claire d'Arlange et l’avait courtisée avec l'assentiment de la marquise d'Arlange, grand-mère de la jeune fille. Ayant un jour présenté sa demande en mariage, Claire d'Arlange avait éconduit le jeune juge en lui disant qu'elle aimait un autre homme. Elle lui avait révélé le nom de son concurrent : Albert de Commarin ! Alors brisé par ces déclarations, Daburon avait rompu avec Claire d'Arlange et sa grand-mère, tout en ayant gardé comme une brûlure cet échec sentimental. Peu de temps après, Daburon s'était rendu à une soirée au cours de laquelle il savait pouvoir rencontrer son rival, afin de le tuer. Au dernier moment il avait renoncé à son projet criminel. Tout cela s'était passé deux ans auparavant. Et voici que maintenant, le hasard lui apporte sur un plateau son rival, soupçonné de meurtre ! Daburon hésite à continuer de travailler sur l'affaire car il n'a plus la position impartiale nécessaire à l'égard de Commarin. Il ne communique cependant pas ses hésitations à Tabaret qui le convainc d'arrêter le vicomte Albert de Commarin au plus vite. Daburon lit un courrier du commissaire Gévrol qui continue ses recherches concernant « l'homme aux boucles d'oreilles » (chapitres 6 et 7).
Or, le jour même de la découverte du meurtre à Bougival, le vicomte Albert de Commarin a accueilli son père le comte de Commarin qui revient d'un voyage à l'étranger. Il l'informe de la démarche de Noël Gerdy et demande des explications concernant l'échange des bébés à leur naissance. Le comte reconnaît les faits. S'ensuit une longue discussion entre les deux hommes, au cours de laquelle le comte est d'avis qu'il faut « étouffer l'affaire » et empêcher Noël de revendiquer héritage et fortune. Mais Albert est d'un avis contraire : si Noël envisage un procès, nul doute qu’il le gagnera et que ce procès ternira à jamais le nom des Commarin. En fait Albert suit ses scrupules moraux et souhaite restituer à Noël le titre de vicomte et son héritage. Il explique à son père que, compte tenu de l’ampleur de sa fortune, il pourrait attribuer à Albert une rente lui permettant de vivre honorablement. Les deux hommes se séparent ; peu après Albert se demande quelles conséquences aura cette affaire sur son éventuel mariage avec Claire d'Arlange. Albert comme le comte ignorent qu'au même moment l'enquête les incrimine et que le juge Daburon a pris ses résolutions. Le lendemain au petit jour, les policiers pénètrent dans l'hôtel particulier et, munis d'un mandat de comparution, arrêtent immédiatement Albert qui est conduit chez le juge. Pendant la perquisition qui a lieu dans la foulée au sein du domicile des Commarin, Tabaret découvre un certain nombre d'objets et d'indices qui semblent prouver la culpabilité d'Albert dans l'affaire Lerouge : un fleuret pouvant correspondre à l’arme du meurtre, des habits humides couverts de terre, des gants abîmés, des bottes humides et couvertes de boue, une boîte de cigares Trabucos (chapitres 8 et 9).
Convoqué par le juge Daburon en qualité de témoin, Noël Gerdy, interrogé sans ménagement, confirme au magistrat ce qu'il avait révélé la veille à Taburet. Il précise les conditions dans lesquelles il avait rencontré Albert de Commarin, qui lui avait donné une très bonne impression. Il explique au juge qu'il n'aurait jamais fait un procès aux deux Commarin mais aurait sollicité (et sans doute obtenu) une importante compensation financière. Il fait part aussi au juge de la situation médicale dramatique de Mme Gerdy. L'audition prend fin : le juge pense que Noël Gerdy est un homme intelligent et moralement inattaquable. Peu après le départ de Noël, Taburet arrive au cabinet du juge et, très fier, évoque les éléments de preuve découverts au domicile des Commarin. Tabouret dit être certain de la culpabilité et de la condamnation future d'Albert de Commarin. C'est alors qu'arrive au cabinet du juge le vieux comte de Commarin, qu'on croyait frappé d'une attaque cérébrale (chapitre 10).
Le comte de Commarin détaille précisément son entrevue de la veille avec Albert et s'oppose à l'idée que celui-ci puisse être le meurtrier puisqu'il souhaitait rendre justice à Noël sans contreparties. Toutefois le juge retient l'idée qu'Albert avait tout intérêt à ce que le veuve Lerouge trouve la mort. Après le départ du comte, les valets des Commarin comparaissent à leur tour. Ils décrivent quasi-unanimement l'attitude particulièrement anormale d'Albert au cours des précédentes journées, et en particulier sa disparition inexpliquée dans la soirée du mardi 4 mars, au moment où le meurtre a eu lieu (chapitre 11).
Daburon fait comparaître Albert et lui présente les pièces à conviction découvertes chez lui. Albert comprend bien que tout cela l'accuse. Mais s'il répète qu’il est innocent, il ne souhaite pas dire où il s'est précisément rendu le mardi soir. Lorsqu'il regagne sa geôle de garde à vue, le juge a acquis la certitude de sa culpabilité. Peu après arrive Tabaret à qui le juge résume les éléments à charge. Tabaret est estomaqué : lui qui pensait que le meurtrier aurait un alibi inattaquable, se serait-il trompé ? Il explique au juge qu'Albert, s'il n'a aucun alibi, ne peut pas être le coupable, et que les pièces à conviction découvertes à son domicile peuvent résulter d'un malheureux concours de circonstances. Mais le juge qui, la veille, doutait de la culpabilité d'Albert, en est fermement convaincu : ce dernier est bien coupable. Noël Gerdy revient au cabinet du juge pour y apporter la correspondance entre Mme Gerdy et le comte ; il entre ainsi en contact pour la première fois de sa vie avec son père biologique (chapitre 12).
À la sortie du cabinet du juge, le comte de Commarin emmène Noël Gerdy chez lui pour s'entretenir et lui présenter sa nouvelle demeure. Noël se rend ensuite chez lui pour y apprendre que sa mère vit sans doute ses derniers instants. Il autorise l'infirmière à faire venir un prêtre pour lui administrer l’extrême-onction. Il reçoit enfin la visite d'un usurier, M. Clergeot, qui souhaite récupérer une importante somme prêtée ces derniers mois à Noël et que celui-ci a dilapidée en cadeaux pour sa maîtresse Juliette. Clergeot menace Noël d'une saisie par huissier si Noël n'est pas en mesure de le rembourser. Ce dernier signe une lettre de change à 45 jours, majorée d'intérêts moratoires, se disant qu'il pourrait la payer avec la fortune du vieux comte (chapitre 13)
Le lendemain, le père Tabaret se rend à Bougival et recherche une piste pour trouver un autre coupable. Pendant ce temps, le juge Daburon est de plus en plus persuadé de la culpabilité d'Albert (chapitre 14).
C'est alors que Claire d'Arlange surgit dans le bureau du magistrat. Elle est persuadée de l'innocence d'Albert avec qui elle doit prochainement se marier. Daburon lui exposant les charges pesant sur son fiancé, Claire rétorque que le juge est aveuglé par son amour pour elle par sa jalousie amoureuse. Daburon lui explique donc qu'Albert n'a aucun alibi pour la soirée de mardi soir. Claire lui annonce que ce jour-là, Albert lui avait envoyé un billet manuscrit pour la rencontrer secrètement. Il s'était présenté le soir à son domicile, avait escaladé le mur, s'était écorché mains et habits. Il lui avait révélé l'affaire relative aux bébés échangés et le fait qu'il pourrait bien perdre une partie, ou la totalité, de sa fortune, ainsi que son titre et sa position au sein de la noblesse française. Elle lui avait répondu qu'elle s'en moquait et qu'elle l’aimerait autant pauvre que riche. Ils s'étaient séparés vers minuit. Claire ajoute que, étant gentilhomme, Albert n'avait sans doute pas voulu donner son alibi par peur de la compromettre. Daburon envoie un policier vérifier les éventuelles traces d'escalade près du mur en question. Mais Daburon doute encore : Claire n'aurait-elle pas tout inventé pour sauver son fiancé ? Et cet alibi providentiel n'est-il pas ce que Tabaret envisageait depuis le début : un alibi inattaquable, quoique invérifiable ? (chapitre 15).
Claire d'Arlange se rend ensuite à l'hôtel de Commarin pour rencontrer le comte et lui apprendre l'alibi qui permettra à son fils d'être lavé de tous soupçons. Le comte veut en informer son fils et avocat Noël Gerdy pour qu'il fasse libérer Albert dans les meilleurs délais. Claire et le comte se rendent à son domicile. Si Noël y est absent pour le moment, plusieurs personnes sont présentes dans le salon : le frère de Mme Gerdy, le médecin, le prêtre, l’infirmière. Sur un cri de Mme Gerdy, le comte pénètre dans sa chambre (et les autres à sa suite). Mme Gerdy reconnaît l'homme que jadis elle aima passionnément. Elle se lance dans un long monologue où elle évoque leur relation amoureuse, affirmant que, contrairement à ce que le comte avait jadis pensé, elle ne l’avait jamais trompé avec un autre homme. Elle meurt d'épuisement, sous les pleurs des participants (chapitre 16).

### Dénouement et révélations finales
Cette section résume les quatre derniers chapitres.
Gévrol présente à Daburon « l'homme rougeaud aux boucles d'oreilles », retrouvé à Rouen. Il s'agit de Pierre-Marie Lerouge, qui se révèle être le mari de Claudine Lerouge et que tout le monde croyait décédé. Mme Lerouge avait menti en prétendant être veuve ; elle n’était que séparée de son époux depuis trente ans. Après une longue explication sur la liaison conjugale qu'il a eue avec Claudine, M. Lerouge donne une information capitale : l'échange des nourrissons n'avait jamais eu lieu en 1829, Mme Gerdy ayant supplié et payé Mme Lerouge pour que cet échange n'ait pas lieu. Pour s'en assurer, M. Lerouge avait blessé d'une estafilade au bras le bébé de Mme Gerdy (afin de le distinguer de l'autre enfant). Il avait ordonné aux deux femmes et à un valet qui les accompagnaient, de signer un bref papier expliquant le renoncement à cet échange. Il remet ce document capital au juge (chapitre 17).
Arrivant au palais de justice, Tabaret apprend par le greffier du juge les révélations explosives de Pierre-Marie Lerouge. Il se demande si, lors des explications avec sa mère, Noël avait appris de celle-ci que l'échange n'avait pas eu lieu. S'il comptait s'enrichir, le témoignage de Mme Lerouge pouvait ruiner ses plans. Tabaret se demande si Noël s'était rendu chez Mme Lerouge pour la tuer, s'emparer des lettres compromettantes, avant plus tard d'aller rendre visite à Albert. Se pourrait-il aussi qu'il soit à l'origine de la mort de Mme Gerdy ? Lorsqu'il rentre chez lui, Tabaret rencontre l'usurier Clergeot qui revient pour faire signer par Noël la traite à 45 jours. C'est alors que Tabaret découvre la ruine financière de Noël et l'existence d'une maîtresse pour qui il s'était ruiné en quelques années. Tabaret parvient à découvrir l'adresse de la maîtresse dont il apprend qu'elle s'appelle Juliette Chaffour. Lors de la discussion qu'il a avec elle, elle lui indique que le mardi précédent, Noël avait réservé une place à l'Opéra mais qu'il s'était absenté de 20 h à minuit. Plus tard, tous deux s'étaient rendus à un dîner d'après-opéra où il l'avait quasiment ignorée tandis qu'il parlait fort avec ses amis. Tabaret en a la certitude : l'absence de Noël durant les heures cruciales du mardi soir et l'alibi qu'il s'était forgé signent sa culpabilité, outre son mobile qui était l'obtention de la richesse des Commarin. Tabaret informe le juge d'instruction de ses découvertes. Daburon en informe les Commarin et fait libérer Albert (chapitre 18).
Ignorant les derniers événements, Noël vient d'arriver chez le comte de Commarin et commence à visiter l’hôtel particulier. Il y est rejoint par le comte qui a appris la vérité par Daburon. Une vive explication a lieu entre les deux hommes, et le comte invite Noël à se suicider. Ce dernier refuse et demande une forte somme d'argent afin de refaire sa vie dans un autre pays. Le comte lui remet 80.000 francs-or (valeur 1862) et Noël s'enfuit. L'homme ne sait où aller et se pose la question de sa relation avec Juliette : l'aime-t-elle ? voudra-t-elle fuir avec lui ? Se rendant au domicile de sa maîtresse, il lui révèle qu'il a tué quelqu'un pour elle et qu'il doit s'enfuir. Vient-elle ? Elle répond par l'affirmative et s'empresse de faire sa valise. Peine perdue : la police arrive et enfonce la porte d'entrée. Noël ne veut pas être pris vivant. Il s'empare de son revolver et veut se tirer une balle dans la tête. Juliette intervient et fait dévier l’arme : Noël est blessé au ventre. Il parvient à indiquer à Juliette où se trouve l’argent que le comte lui a remis une heure auparavant. Il demande aux policiers de signer une déclaration par laquelle il reconnaît le meurtre de Mme Lerouge. Il meurt peu après (chapitre 19).
Dans le chapitre final, le plus court du roman, on apprend que Claire d'Arlange et Albert de Commarin se sont mariés. Le vieux comte, dégoûté de lui-même et de son comportement passé, a pris sa retraite dans une lointaine propriété, laissant toute sa fortune à Albert. Le juge Daburon a quitté la magistrature et est retourné dans son Poitou natal. Pour sa part le père Tabaret, désemparé par la tournure prise par l'affaire et par l'erreur judiciaire qu'il a failli commettre, décide de prendre définitivement sa retraite et de s'engager dans la lutte contre la peine de mort (chapitre 20).

## Critique
En 1973, Jean-Pierre Melville cite, dans l’émission Ouvrez les guillemets de Bernard Pivot, L'Affaire Lerouge parmi les six romans policiers à être lus .